# بيت فراص (الحيمة الداخلية)

تعديل مصدري - تعديل

بيت فراص هي إحدى قرى عزلة بلاد القبائل بمديرية الحيمة الداخلية التابعة لمحافظة صنعاء، بلغ تعداد سكانها 162 نسمة حسب تعداد اليمن لعام 2004.